# Wichrowo
Wichrowo (dawniej niem. Wichertshof) – osada leśna w Polsce położona w województwie warmińsko-mazurskim, w powiecie olsztyńskim, w gminie Dobre Miasto. W latach 1975–1998 miejscowość administracyjnie należała do województwa olsztyńskiego. Osada znajduje się w historycznym regionie Warmia.
W Wichrowie znajduje się wieża ochrony przeciwpożarowej. W Wichrowie jest siedziba nadleśnictwa o tej samej nazwie.
We wsi urodził się satyryk Krzysztof Daukszewicz.
Zobacz też: Wichrów